# Encephalartos manikensis
Encephalartos manikensis es una especie de Cycadopsida del género Encephalartos, de la familia Zamiaceae, del orden Cycadales.

## Distribución
Encephalartos manikensis se distribuye por Mozambique (Manica), Zimbabue.

## Taxonomía
Fue descrita científicamente por (Gilliland) Gilliland. Fue publicado por primera vez en Gilliland. In: Proc. Rhodesia Sci. Assoc. 37: 133-134. (1939).